# Boraras micros
Boraras micros är en fiskart som beskrevs av Maurice Kottelat och Vidthayanon, 1993. Boraras micros ingår i släktet Boraras och familjen karpfiskar. IUCN kategoriserar arten globalt som livskraftig. Inga underarter finns listade.